# Como Nuoto 2014-2015

## Rosa
| N° |                    | Ruolo | Giocatore         |
| -- | ------------------ | ----- | ----------------- |
|    | Italia (bandiera)  | P     | Paolo Oliva       |
|    | Italia (bandiera)  | P     | Lorenzo Garancini |
|    | Italia (bandiera)  | D     | Federico Foti     |
|    | Italia (bandiera)  | D     | Emilio Pagani     |
|    | Croazia (bandiera) | D     | Marko Jelača      |
|    | Italia (bandiera)  | A     | Sebastian Susak   |
|    | Italia (bandiera)  | A     | Davide Cesini     |

| N° |                    | Ruolo | Giocatore           |
| -- | ------------------ | ----- | ------------------- |
|    | Croazia (bandiera) | A     | Ivan Krizman        |
|    | Croazia (bandiera) | A     | Kristijan Milaković |
|    | Italia (bandiera)  | A     | Jacopo Pellegatta   |
|    | Italia (bandiera)  | A     | Francesco Gaffuri   |
|    | Italia (bandiera)  | A     | Jacopo Ferraris     |
|    | Italia (bandiera)  | CB    | Tommaso Busilacchi  |

- Ratko Štritof - Allenatore
- Marco Flutti - Direttore sportivo
- Roberto Cioffi - Team manager
- Fabrizio Ubizzoni - Dirigente accompagnatore
- Gaetano Bianchi - Medico sociale
- Ettore Destro - Medico sociale
- Luca Rimoldi - Fisioterapista

## Mercato
| Acquisti | Acquisti            | Acquisti     | Acquisti |
| R.       | Nome                | da           |          |
| -------- | ------------------- | ------------ | -------- |
| P        | Paolo Oliva         | Andrea Doria |          |
| A        | Kristijan Milaković | Mladost      |          |

| Cessioni | Cessioni          | Cessioni      | Cessioni |
| R.       | Nome              | a             |          |
| -------- | ----------------- | ------------- | -------- |
| P        | Francesco Caprani | Acquachiara   |          |
| CV       | Giacomo Gragnani  | Florentia     |          |
| CV       | Federico Pagani   | AN Brescia    |          |
| A        | Jozef Hrošík      | fine rapporto |          |

## Risultati

### Serie A1

#### Girone di andata
| Arbitri: | Attilio Paoletti Roberto Petronilli |

|                                                                      |           |                               |
| Gaffuri, Milaković: 3 Krizman: 2 Busilacchi, Cesini, Foti, Jelača: 1 | Marcatori | 4: Coppoli 1: Ercolano, Gobbi |

| Arbitri: | Marco Piano Stefano Pinato |

|                                 |           |                                                   |
| Cuccovillo, Parisi, Spinelli: 1 | Marcatori | 2: Cesini, Krizman, Milaković 1: Ferraris, Jelača |

| Arbitri: | Stefano Alfi Fabio Collantoni |

|                                           |           |                                                |
| Milaković: 3 Cesini, Jelača, E. Pagani: 1 | Marcatori | 3: Sadovyy 2: Razzi 1: Đ. Filipović, M. Luongo |

| Arbitri: | Giovanni Lo Dico Alberto Rovida |

|                                                               |           |                                                         |
| Samuels: 3 Vittorioso: 2 A. Calcaterra, Cannella, Di Rocco: 1 | Marcatori | 3: Jelača 2: Gaffuri 1: Foti, Krizman, Milaković, Susak |

| Arbitri: | Massimiliano Caputi Luca Castagnola |

|                                                        |           |                                                  |
| Cesini, Ferraris, Foti, Gaffuri, Krizman, Milaković: 1 | Marcatori | 4: Brguljan 2: G. Mattiello 1: Borrelli, Velotto |

| Arbitri: | Alessandro Severo Stefano Scappini |

|                                                                                   |           |                                                    |
| Damonte: 2 Alesiani, G. Bianco, G. Fiorentini, Fulcheris, Mistrangelo, Tomašić: 1 | Marcatori | 4: Gaffuri 1: Busilacchi, Jelača, Milaković, Susak |

| Arbitri: | Fabio Collantoni Antonio Pascucci |

|                         |           |                                                       |
| Gaffuri: 2 Milaković: 1 | Marcatori | 3: Napolitano 2: Molina, N. Presciutti 1: Bruni, Nora |

| Arbitri: | Stefano Riccitelli Stefano Scappini |

|                                                             |           |                                           |
| Radović: 4 Bertoli, Gallo, Klikovac, RenzutI. o, Saccoia: 1 | Marcatori | 3: Jelača 1: Busilacchi, Milaković, Susak |

| Arbitri: | Mario Bianchi Marco Piano |

|                                          |           |                                                          |
| Gaffuri: 2 Busilacchi, Cesini, Jelača: 1 | Marcatori | 4: Marziali 2: Lanzoni, Paškvalin, Valentino 1: M. Gitto |

| Arbitri: | Stefano Alfi Attilio Paoletti |

|                                                |           |                                                   |
| Ferraris: 2 Cesini, Gaffuri, Krizman, Susak: 1 | Marcatori | 3: Ravina 2: De Trane, Deserti 1: Gavazzi, Loomis |

| Arbitri: | Fabio Collantoni Alessandro Sgarra |

|                                                                                               |           |                                            |
| Giorgetti, A. Ivović: 3 Figlioli, Giacoppo, N. Gitto, Prlainović: 2 F. Di Fulvio, Fondelli: 1 | Marcatori | 2: Ferraris 1: Busilacchi, Cesini, Gaffuri |

#### Girone di ritorno
| Arbitri: | Fabio Brasiliano Giovanni Lo Dico |

|                                      |           |                                                               |
| Coppoli: 3 Ercolano, Gobbi, Liang: 2 | Marcatori | 6: Jelača 2: Busilacchi, Krizman 1: Gaffuri, Milaković, Susak |

| Arbitri: | Massimo Filippo Gomez Massimo Calabrò |

|                                                                |           |                                                     |
| Milaković: 3 Busilacchi: 2 Cesini, Gaffuri, Jelača, Krizman: 1 | Marcatori | 3: Mirarchi 2: Pappacena 1: Murro, Parisi, Spinelli |

| Arbitri: | Luca Castagnola Stefano Riccitelli |

|                                                                                  |           |                              |
| M. Lapenna, M. Luongo: 2 Bini, C. Di Fulvio, Đ. Filipović, B. Ivović, Sadovyy: 1 | Marcatori | 1: Ferraris, Gaffuri, Jelača |

| Arbitri: | Luca Bianco Stefano Pinato |

|                                              |           |                                       |
| Foti, Milaković, Susak: 2 Cesini, Gaffuri: 1 | Marcatori | 3: Cannella, Samuels 1: A. Calcaterra |

| Arbitri: | Gianluca Centineo Giovanni Lo Dico |

|                                                                       |           |                                                 |
| Brguljan: 3 Migliaccio: 2 Baraldi, Buonocore, Di Costanzo, Velotto: 1 | Marcatori | 2: Jelača, Milaković 1: Ferraris, Foti, Krizman |

| Arbitri: | Stefano Alfi Massimo Filippo Gomez |

|                                           |           |                                                            |
| Milaković: 5 Cesini, Ferraris, Krizman: 1 | Marcatori | 5: G. Fiorentini 1: Colombo, Damonte, Mistrangelo, Tomašić |

| Arbitri: | Marco Ercoli Antonio Pascucci |

|                                                      |           |                                    |
| Napolitano, C. Presciutti, Rizzo: 3 Bruni, Molina: 2 | Marcatori | 2: Busilacchi, Gaffuri 1: Ferraris |

| Arbitri: | Fabio Ricciotti Alberto Rovida |

|                                           |           |                                                              |
| Jelača: 3 Ferraris: 2 Busilacchi, Krizman | Marcatori | 5: Radović 2: Klikovac, Mandolini 1: Bertoli, Gallo, Saccoia |

| Arbitri: | Fabio Brasiliano Fabio Collantoni |

|                                                                   |           |                                                |
| Lanzoni, Petković: 3 M. Gitto, S. Luongo: 2 Astarita, Marziali: 1 | Marcatori | 4: Gaffuri, Milaković 2: Busilacchi 1: Krizman |

| Arbitri: | Massimo Calabrò Antonio Pascucci |

|                                  |           |                                                                                               |
| Jelača, Milaković: 3 Ferraris: 1 | Marcatori | 5: Giacoppo 3: F. Di Fulvio 2: Figari, Pijetlović, Prlainović 1: Figlioli, Fondelli, N. Gitto |

| Arbitri: | Leonardo Ceccarelli Cristina Taccini |

|                                                                               |           |                                  |
| Guidaldi: 3 De Trane, Deserti, A. Di Somma, E. Di Somma: 2 Gavazzi, Monari: 1 | Marcatori | 2: Foti 1: Milaković, Pellegatta |

### Coppa Italia

#### Prima fase
Due gruppi da quattro squadre ciascuno. Il Como è incluso nel gruppo B.
| Arbitri: | Bruno Navarra Fabio Collantoni |

|                                                     |           |                                               |
| Jelača: 3 Gaffuri, Krizman, Milaković, E. Pagani: 1 | Marcatori | 3: Deserti 2: A. Di Somma, Guidaldi 1: Ravina |

| Arbitri: | Fabio Collantoni Roberto Petronilli |

|                                                                                 |           |                                                            |
| Brguljan: 3 Di Costanzo, Migliaccio: 2 Baraldi, Buonocore, Esposito, Velotto: 1 | Marcatori | 3: Jelača 2: Foti, Krizman 1: Cesini, Milaković, E. Pagani |

| Arbitri: | Bruno Navarra Roberto Petronilli |

|                                                              |           |                                            |
| Bini, Đ. Filipović, B. Ivović, M. Luongo: 2 Binchi, Razzi: 1 | Marcatori | 3: Milaković 2: Jelača 1: Gaffuri, Krizman |

## Statistiche

### Statistiche di squadra
| Competizione | Punti | In casa | In casa | In casa | In casa | In casa | In casa | In trasferta | In trasferta | In trasferta | In trasferta | In trasferta | In trasferta | Neutro | Neutro | Neutro | Neutro | Neutro | Neutro | Totale | Totale | Totale | Totale | Totale | Totale | DR  |
| Competizione | Punti | G       | V       | N       | P       | Gf      | Gs      | G            | V            | N            | P            | Gf           | Gs           | G      | V      | N      | P      | Gf     | Gs     | G      | V      | N      | P      | Gf     | Gs     | DR  |
| ------------ | ----- | ------- | ------- | ------- | ------- | ------- | ------- | ------------ | ------------ | ------------ | ------------ | ------------ | ------------ | ------ | ------ | ------ | ------ | ------ | ------ | ------ | ------ | ------ | ------ | ------ | ------ | --- |
| Serie A1     | 19    | 11      | 3       | 0       | 8       | 77      | 103     | 11           | 3            | 1            | 7            | 79           | 109          | 0      | 0      | 0      | 0      | 0      | 0      | 22     | 6      | 1      | 15     | 156    | 212    | -56 |
| Coppa Italia | -     | 0       | 0       | 0       | 0       | 0       | 0       | 0            | 0            | 0            | 0            | 0            | 0            | 3      | 0      | 0      | 3      | 24     | 29     | 3      | 0      | 0      | 3      | 24     | 29     | -5  |
| Totale       | -     | 11      | 3       | 0       | 8       | 77      | 103     | 11           | 3            | 1            | 7            | 79           | 109          | 3      | 0      | 0      | 3      | 24     | 29     | 25     | 6      | 1      | 18     | 180    | 241    | -61 |

### Classifica marcatori
| Tot. | Giocatore           | A1 | CI |
| ---- | ------------------- | -- | -- |
| 39   | Kristijan Milaković | 34 | 5  |
| 35   | Marko Jelača        | 27 | 8  |
| 28   | Francesco Gaffuri   | 26 | 2  |
| 18   | Ivan Krizman        | 14 | 4  |
| 14   | Tommaso Busilacchi  | 14 | 0  |
| 13   | Jacopo Ferraris     | 13 | 0  |
| 12   | Davide Cesini       | 11 | 1  |
| 10   | Federico Foti       | 8  | 2  |
| 7    | Sebastian Susak     | 7  | 0  |
| 3    | Emilio Pagani       | 1  | 2  |
| 1    | Jacopo Pellegatta   | 1  | 0  |